# Явожинка (Сілезьке воєводство)
Явожинка (пол. Jaworzynka) — село в Польщі, у гміні Істебна Цешинського повіту Сілезького воєводства.
Населення — 3108 осіб (2011).

## Демографія
Демографічна структура станом на 31 березня 2011 року:
|          | Загалом | Допрацездатний вік | Працездатний вік | Постпрацездатний вік |
| -------- | ------- | ------------------ | ---------------- | -------------------- |
| Чоловіки | 1567    | 405                | 1026             | 136                  |
| Жінки    | 1541    | 374                | 920              | 247                  |
| Разом    | 3108    | 779                | 1946             | 383                  |